# Dead or Alive 3
Dead or Alive 3 (デッドオアアライブ3 Deddo Oa Araibu Surī?,  abreviado como DOA3) es un videojuego de lucha de 2001 desarrollado por Team Ninja y publicado por Tecmo exclusivamente para la consola Xbox como uno de sus títulos de lanzamiento. Es la tercera entrada principal en la serie de lucha Dead or Alive. Dead or Alive 3 mejoró la jugabilidad y los gráficos con un detalle superior en comparación con sus predecesores.
La historia del juego se centra en el intento de DOATEC de crear el arma humana definitiva a través de su Proyecto Omega al capturar y transformar al líder Hajin Mon del Clan Mugen Tenshin Ninja, Genra, en un superhumano malvado llamado Omega. Los ninjas ingresan al tercer torneo Dead or Alive para derrotar a Omega.
Dead or Alive 3 fue muy bien recibido. El juego fue un éxito comercial desde su lanzamiento, vendiendo más de 1 millón de copias en todo el mundo en los primeros cinco meses después de su lanzamiento, convirtiéndose en uno de los juegos de Xbox más vendidos. El juego ganó varios premios y fue nominado para muchos otros. Las versiones europeas y japonesas se lanzaron meses después, con contenido adicional y actualizaciones que no aparecían en la versión norteamericana. Dead or Alive 3 fue seguida más tarde por Dead or Alive Ultimate en 2004 y Dead or Alive 4 en 2005.
Dead or Alive 3 más tarde se convertiría en compatible con versiones anteriores con Xbox 360. El 10 de noviembre de 2021, todas las versiones de Dead or Alive 3 estuvieron disponibles para descargar en Xbox Live en todo el mundo. El 15 de noviembre de 2021, todas las versiones se hicieron compatibles con versiones anteriores con Xbox One y Xbox Series X/S.

## Jugabilidad
Los controles básicos del juego permanecen esencialmente sin cambios desde Dead or Alive 2. Se han agregado algunos ajustes menores al sistema de juego en forma de períodos de contador aumentados, movimiento del eje 3D sin restricciones y menos énfasis en los combos. Todas estas mejoras en el juego hacen que el juego sea adecuado para principiantes y hace que la inteligencia artificial sea un poco más indulgente. Se actualizan las propiedades de movimiento para los ataques de personajes. El juego incorporó menos percentiles de daño en las maniobras de contraataque, lo que hizo que los jugadores confiaran más en los golpes y lanzamientos para derrotar a los oponentes. Los luchadores que se ven atrapados en caídas peligrosas ahora pueden ser noqueados si tienen muy poca salud.
El juego agrega una nueva función en su modo de combate llamado "Ejercicio", un tutorial de comando automático en el que los jugadores pueden practicar el aprendizaje de los movimientos de los personajes mientras se muestran los comandos al mismo tiempo.
También se actualizó el sistema tag team, introducido en el juego anterior. Tag Battle está disponible para seleccionar en los modos Time Attack y Survival del juego. Se agregó una nueva función llamada "Cambio de ataque", que permite que el personaje que se etiqueta ataque mientras se cambia. El comando Lanzamientos de etiquetas se hizo un poco más fácil de activar.
Al igual que con las entregas anteriores de la serie, el juego aprovecha la potencia del sistema Xbox para llevar la gama de gráficos y tamaños de escenario más allá de DOA2. El juego tiene menos contenido desbloqueable en comparación con DOA2: Hardcore. De manera predeterminada, el juego utiliza los botones frontales analógicos sensibles a la presión del controlador Xbox para permitir accesos directos al realizar ciertos movimientos, lo que hace que los controles sean indulgentes para permitir que los jugadores nuevos en la serie se adapten al juego, los jugadores tienen la opción de activar o desactivar los botones analógicos.
Meses después del lanzamiento inicial del juego en América del Norte, las versiones europea y japonesa presentaron muchos cambios en el juego, como nuevos ataques para los personajes, propiedades de movimiento modificadas para los ataques, más contenido desbloqueable, mucho mejores movimientos de esquivar, y el stick analógico del controlador de Xbox no se desactiva cuando los botones analógicos están apagados.

## Personajes
Dead or Alive 3 cuenta con un total de 18 luchadores, incluidos 17 personajes jugables y el personaje jefe Omega. Los personajes que regresan de las entregas anteriores son Ayane, Bass Armstrong, Bayman, Ein (desbloqueable), Gen Fu, Helena Douglas, Jann Lee, Kasumi, Leifang, Leon, Ryu Hayabusa, Tina Armstrong, y Zack. Los recién llegados jugables son el luchador borracho chino Brad Wong, el asesino británico Christie, el ninja japonés Hayate (aparecía en la lista del título anterior como "Ein") y karateka germano-japonés Hitomi.

### Nuevos
- Brad Wong, un luchador borracho chino cuyo maestro, Chen, lo envía en un viaje para buscar el vino misterioso llamado " Género". Después de tres años de vagar, se encuentra en el torneo Dead or Alive.
- Christie, una practicante británica de asesino y she quan contratada por Victor Donovan, líder de la facción anti-Douglas de DOATEC. Ella ingresa al torneo para vigilar a Helena.
- Hayate, un ninja japonés y el decimoctavo líder del Mugen Tenshin Ninja Clan que apareció en el juego anterior como "Ein". Vuelve a entrar en el torneo para derrotar a Genra, el superhumano creado como títere del Proyecto Omega de DOATEC.
- Hitomi, una karateka germano-japonesa que siempre quiso pelear en el torneo Dead or Alive. Después de obtener el permiso de su padre, se une al torneo para probar sus formidables habilidades contra el mundo real.
- Omega (no jugable), el superhumano malvado del Proyecto Omega de DOATEC que solía ser Genra, el líder de la secta Hajin Mon de Mugen Tenshin y el padre adoptivo de Ayane.

### Regresando
- Ayane
- Bass Armstrong
- Bayman
- Ein (desbloqueable)
- Gen Fu
- Helena Douglas
- Jann Lee
- Kasumi
- Leifang
- Leon
- Ryu Hayabusa
- Tina Armstrong
- Zack

## Trama
El héroe ninja Ryu Hayabusa puso fin a las malas acciones de Tengu, pero ya era demasiado tarde para evitar que provocara un colapso mundial masivo. Una densa nube cubrió todo el planeta en un manto de oscuridad y miedo. DOATEC se ha extraviado y se ha convertido en el coto de caza de los estafadores hambrientos de poder.
Es entonces cuando el departamento de desarrollo de DOATEC (una fortaleza de tecnología militar de última generación) es testigo del éxito de un genio. Después del Proyecto Alpha y el Proyecto Epsilon, el siempre ambicioso científico, Dr. Victor Donovan completa el Proyecto Omega, produciendo un nuevo superhumano: Genra. El hombre, que alguna vez fue líder de los ninjas Hajin Mon del Clan Mugen Tenshin, ya no es humano, sino una fuerza de capacidades singulares y sin precedentes conocida como Omega. Para poner a prueba las habilidades del sujeto Omega, DOATEC anunció el tercer Campeonato Mundial de Combate Dead or Alive.
Los ninjas Hayate, Ayane y Ryu Hayabusa ingresan al tercer torneo para derrotar a Genra. Bayman, el asesino que una vez fue contratado por Victor Donovan para matar a Fame Douglas durante el primer torneo, ingresa al tercer torneo para vengarse de Donovan después de que envió un misterioso francotirador para matarlo. Bayman aplastó fácilmente al francotirador, pero el débil atentado contra su vida dejó a Bayman enojado y en represalia contra Donovan. Helena Douglas, hija de Fame Douglas, fue capturada por la facción anti-Douglas de DOATEC dirigida por Donovan. Le guste o no a Helena, se ve arrastrada a las conspiraciones entrelazadas dentro de la enorme organización DOATEC. Donovan desafía a Helena a ganar el tercer torneo. Si gana, recuperará su libertad y conocerá la verdad detrás de DOATEC. Para evitar que Helena gane, Donovan contrata a una asesina británica llamada Christie para que la vigile y la mate si es necesario.
Mientras el torneo está en marcha, Kasumi, quien es perseguida y obligada a defenderse de múltiples atentados contra su vida por parte de asesinos ninja altamente calificados, debido a su condición de ninja fugitivo, desea volver a ver a su hermano Hayate. Se cruza con Ayane, quien afirma que puede ver a Hayate si quiere, ya que está más concentrada en derrotar a Genra. Kasumi se encuentra con Hayate, quien se debate entre el código ninja y el amor por su hermana. Decide salvar a Kasumi fingiendo que no se vieron. Posteriormente, se hace una discusión entre los ninjas sobre quién debería derrotar a Genra. Hayabusa está preparado para derribar a Genra, pero Hayate le dice a Hayabusa que no conoce a Genra como él, ya que él y Genra son del mismo clan. Hayate también afirma que, dado que él es el nuevo líder del Clan Mugen Tenshin, debería derrotar a Genra en su lugar. Más tarde, tanto Ayane como Hayate discuten sobre quién debería derrotar a Genra. Ayane, como ninja de Hajin Mon e hija adoptiva de Genra, siente que el destino le ordena sacar a Genra de su miseria y que es su deber derrotarlo. Finalmente, Ayane de Hajin Mon gana el tercer torneo DOA y mata a Genra.

## Desarrollo y lanzamiento
Después del éxito de Dead or Alive 2, Tecmo estaba trabajando en la continuación de la serie cuando Microsoft se acercó a ellos y les ofreció un trato para desarrollar el próximo Dead or Alive como un título exclusivo para el recién anunció Xbox. La Xbox todavía estaba en desarrollo y Microsoft necesitaba juegos exclusivos y de alto perfil para mostrar la capacidad técnica de su producto. Este acuerdo también encaja con la filosofía de diseño del creador de la serie Tomonobu Itagaki de apuntar siempre a la consola más poderosa disponible para el desarrollo de juegos Dead or Alive.
En 2001, se anunció el lanzamiento de Dead or Alive 3 en Japón, pero el juego se lanzó por primera vez en los EE. UU., para coincidir con el lanzamiento de Xbox estadounidense. Luego se lanzó una versión actualizada de Dead or Alive 3 para los lanzamientos japoneses y europeos de Xbox varios meses después.
Las versiones europea y japonesa de Dead or Alive 3 cuentan con más contenido, como disfraces adicionales, nuevos ataques para los personajes y una nueva introducción cinemática para el juego. Debido a su lanzamiento anticipado, la versión norteamericana no presenta ninguno de los anteriores. En junio de 2002, Revista oficial de Xbox proporcionó un 'Disco de refuerzo' para DOA3 que incluía la nueva introducción cinemática y todos los disfraces adicionales lanzados en las versiones del juego de la UE y Japón. pero, sin embargo, no contenía los movimientos de lucha adicionales o los ajustes generales de equilibrio del juego que trajeron las otras versiones. El contenido de refuerzo continuó proporcionándose con el disco de demostración Official Xbox Magazine desde junio de 2002 hasta septiembre de 2002; cada disco presentaba el mismo contenido pero les dio a los compradores de revistas varias veces para adquirirlo. El contenido de refuerzo también se proporcionó en el Disco Xbox Exhibition Volume 1. La edición Platinum Collection del juego se lanzó en 2003.
Además de la canción original del juego, tres canciones de la banda de rock estadounidense Aerosmith también aparecen en Dead or Alive 3 y también se pueden reproducir en la opción Configuración del juego. " Nine Lives" fue el tema de apertura, y "Home Tonight" se reprodujo en los créditos. "Increíble" no se usó en el juego real, pero era una muestra de música en la opción Configuración.
Un Arcade Stick para Dead or Alive 3 fabricado por el fabricante japonés de periféricos de videojuegos, Hori, fue lanzado exclusivamente para Xbox el 22 de febrero de 2002, para coincidir con el Dead or Alive 3 y el lanzamiento de Xbox en Japón.
Un CD con la banda sonora del juego, titulado Dead or Alive 3 Original Sound Trax (KWCD-1006), fue lanzado por Wake Up en 2002. Una guía titulada Dead or Alive 3: Prima's Official Strategy Guide de Prima Games se publicó en Norteamérica el 5 de noviembre de 2001. A principios de 2002 se publicaron tres guías más en Japón: Dead or Alive 3 Guide Book (デッド オア アライブ3 ガイドブック) de Famitsu / Enterbrain, Dead or Alive 3 Kōshiki Kōryaku Guide (デッド オア アライブ3 公式攻略ガイド) de Kodansha, y Dead or Alive 3 Perfect Guide (デッド オア アライブ3 パーフェクトガイド) de SoftBank.

### Compatibilidad con versiones anteriores y relanzamiento
Dead or Alive 3 más tarde se convirtió en compatible con versiones anteriores con Xbox 360. El 10 de noviembre de 2021, Dead or Alive 3 estuvo disponible para descargar en Xbox Live en todo el mundo. A partir del 15 de noviembre de 2021, Dead or Alive 3 ahora es compatible con versiones anteriores con Xbox One y Xbox Series X/S.
Las versiones europea y japonesa de Dead or Alive 3, que incluyeron más contenido, se pueden descargar desde Xbox Live en las plataformas estadounidenses de Xbox si el juego se compra primero en Xbox Live y luego se cambia la región en la configuración de Xbox a Reino Unido o Japón, y reiniciando la consola antes de descargar. La consola se puede volver a cambiar a la región americana cuando se complete la descarga.

## Recepción
Tras su lanzamiento, Dead or Alive 3 recibió críticas generalmente favorables, tres puntos por debajo de la "aclamación universal", según el sitio web agregador de reseñas Metacritic. Anthony Chau de IGN declaró que "representa el nuevo estándar de excelencia que solo Xbox puede ofrecer", elogiando el juego por su gran atención a los detalles y sus grandes mejoras con respecto a su predecesor. Por otro lado, Greg Kasavin de GameSpot opinó que "una vez que superas sus gráficos, encontrarás que Dead or Alive 3 no ofrece mucho de nada que no se haya hecho en otros juegos de lucha en 3D". NextGen dijo que el juego era "posiblemente el mejor juego de lucha en 3D jamás creado, tanto en gráficos como en jugabilidad". En Japón, Famitsu le dio una puntuación de 37 sobre 40.
Dead or Alive 3 fue premiado como "Juego de lucha de consola del año" por la Academy of Interactive Arts & Sciences, y fue finalista del premio "Logro destacado en animación", que fue para Oddworld: Munch's Oddysee. El juego también recibió el premio "Secuela destacada de juego de lucha" y nominado a "Animación sobresaliente en un motor de juego" por la National Academy of Video Game Trade Reviewers. El juego también recibió el premio "Mejor juego de lucha de consola" y fue nominado a "Mejores gráficos en un juego de consola", "Mejor juego de consola multijugador" y "Juego de Xbox del año" por The Electric Playground. El juego ganó el premio anual "Mejores gráficos técnicos" de GameSpot entre los juegos de consola, pero también recibió una nominación en la categoría "Juego más decepcionante", y fue subcampeón en la categoría "Mejor juego de Xbox". El juego también fue nominado como "Juego Xbox del año" en los Golden Joystick Awards.
El juego es una de las entregas más vendidas de la serie. En 2002, Tecmo anunció que el juego había alcanzado ventas de más de 1 millón de copias en todo el mundo en los primeros cinco meses posteriores a su lanzamiento. En julio de 2006, vendió 950,000 copias y ganó 36 millones de dólares solo en Estados Unidos. "NextGen" lo clasificó como el juego número 59 más vendido lanzado para PlayStation 2, Xbox o GameCube entre enero de 2000 y julio de 2006 en ese país. Las ventas combinadas de los juegos de lucha Dead or Alive lanzados en la década de 2000 alcanzaron 1.3 millones de unidades en los Estados Unidos en julio de 2006. El juego se convirtió en el tercer título de lanzamiento más vendido junto a Halo: Combat Evolved de Microsoft y Project Gotham Racing y el primer tercero. Party Xbox Game para obtener el estado Platino.
En 2008, "CinemaBlend" lo clasificó como el octavo mejor juego de lucha de todos los tiempos. En 2011, Complex lo clasificó como el decimoquinto mejor juego de lucha de todos los tiempos. GamesRadar+ lo incluyó entre los juegos de Xbox "que dieron forma a la generación", y luego lo incluyó en su lista de los "mejores juegos originales de Xbox".